# Laurent Didier
Laurent Didier (nascido em 19 de julho de 1984) é um ciclista profissional luxemburguês, atual membro da equipe Trek Factory Racing. Laurent também competiu para as equipes dinamarquesas Team Designa Køkken e Team Saxo Bank, ao longo de sua carreira.

## Carreira
Laurent Didier é natural de Dippach, Luxemburgo. Seu pai e seu avô, ambos venceram etapas no Tour de France e Giro d'Italia e seu pai, Lucien, ainda usava camisa do líder na corrida de etapa francesa. Laurent é bom em vários terrenos, que o torna útil em diferentes tipos de corridas.
De outubro de 2008 a início de 2009, Laurent competiu para à equipe dinamarquesa CSC. Em 2010 ele terminou em segundo no Campeonato de Luxemburgo de Ciclismo em Estrada, atrás de Andy Schleck e também foi vice-campeão no contrarrelógio, atrás de Kim Kirchen.
Competindo por seu país, Laurent participou nos Jogos Olímpicos de 2012 realizados na cidade de Londres, Reino Unido, onde terminou em modesto 64º na prova de estrada.
Para a maioria dos especialistas de ciclismo foi uma enorme surpresa que Laurent foi selecionado para o Tour de France 2013, à custa do antigo campeão belga, Stijn Devolder.[carece de fontes?]